# Iginia Massarini
Iginia Massarini, död 1947, var en amerikansk matematiker.
Hon studerade matematik i Neapel och tog examen 1887. 
Hon deltog 1897 i den första Internationella matematikerkongressen. Hon var en 208 matematiker, och en av endast fyra kvinnor som deltog, vid sidan av Charlotte Wedell, Vera von Schiff, och Charlotte Scott.